# Carter Jenkins
Carter Mark Jenkins (Tampa, 4 september 1991) is een Amerikaans acteur. Hij was dertien jaar oud toen hij voor het eerst naar zichzelf kon kijken op een bioscoopscherm, als Joey Bullock in Bad News Bears. Op dat moment was hij al te zien geweest in meer dan tien verschillende televisieseries, met name in eenmalige gastrollen in onder meer Without a Trace, Scrubs, Everwood en CSI: NY.
Jenkins speelde behalve in films en als gastacteur ook wederkerende personages in verschillende televisieseries. Zo was hij zes keer te zien als Eli Pataki in de jeugdreeks Unfabulous en vijftien keer in de mystery-sciencefictionserie Surface als Miles Barnett.
Jenkins is de jongste uit een gezin met drie kinderen. Zijn oudere zus heet Tiffany, zijn oudere broer Renneker. Laatstgenoemde is samen met hem te zien in de achtste aflevering van Surface, als Carl.

## Filmografie
*Exclusief televisiefilms, tenzij aangegeven
- Valentine's Day (2010)
- Aliens in the Attic (2009)
- Keeping Up with the Steins (2006)
- Think Tank (2006)
- Bad News Bears (2005)
- Life Is Ruff (2005, televisiefilm)

## Televisieseries
*Exclusief eenmalige gastrollen
- Famous in Love - Rainer (2017-...)
- Viva Laughlin - Jack Holden (2007, drie afleveringen)
- Surface - Miles Barnett (2005-2006, vijftien afleveringen)
- Unfabulous - Eli Pataki (2004-2005, zes afleveringen)
- The Bernie Mac Show - Michael (2003-2004, twee afleveringen)

- Biblioteca Nacional de España: XX4898115
- International Standard Name Identifier: 0000 0000 7699 7266
- Library of Congress Control Number: n2011062728
- Virtual International Authority File: 107004703
- WorldCat: E39PBJmP7cWkVXfgWBwmpqwHmd